# 5. Sinfonie (Schostakowitsch)
Die 5. Sinfonie in d-Moll op. 47 von Dmitri Schostakowitsch ist eine Sinfonie in vier Sätzen für Orchester.

## Werkgeschichte
Schostakowitschs 5. Sinfonie entstand zur Zeit des Großen Stalinistischen Terrors, der 1936/37–1938 die Sowjetunion beherrschte. Schostakowitsch musste seine 4. Sinfonie in c-Moll auf Grund eines kritischen Prawda-Artikels (1936) zurückziehen und ließ sie – bis nach Stalins Tod – in der Schublade verschwinden. Am 18. April 1937 begann er auf der Krim die Arbeit an der 5. Sinfonie. Er hielt sich in Gaspra auf, einem Ort, der ihm die glücklichen Kinderjahre und seine Jugendfreundin Tatjana Gliwenko in sein Gedächtnis rief. Wie er später erzählte, schrieb er den 3. Satz in drei Tagen. Als er die Krim am 2. Juni verließ, hatte er bereits drei Sätze fertig.
Zurück in Leningrad erfuhr Schostakowitsch, dass der Mann seiner Schwester verhaftet und sie selbst nach Sibirien deportiert worden war. Schostakowitsch vollendete das Werk am 20. Juli 1937. Die Gewerkschaft der Leningrader Komponisten hatte beschlossen, Schostakowitsch solle ihnen sein Werk präsentieren, damit sich feststellen ließ, ob es „der Öffentlichkeit zugemutet werden könne“. Der junge Dirigent Jewgeni Mrawinski, 34 Jahre alt, sollte die Uraufführung leiten. Die Proben dauerten fünf Tage. Die Uraufführung fand am 21. November 1937 im Großen Saal der Leningrader Philharmonie statt. Während des nicht enden wollenden Beifalls hielt Mrawinski die Partitur mehr als eine halbe Stunde lang über seinem Kopf und schwenkte sie hin und her, um auszudrücken, dass der Beifall allein Schostakowitsch gelte.
Nach dieser Vorstellung wurde das Werk offiziell als die Rückkehr des verlorenen Sohnes unter die Fittiche der linientreuen Kulturpolitik anerkannt. Die Sinfonie wurde zu einem großen Publikumserfolg. Das Marschfinale wurde als Verherrlichung des Regimes angesehen. Die in ihrer Echtheit umstrittenen Memoiren Schostakowitschs behaupten dagegen, dass der Triumphmarsch in Wirklichkeit ein Todesmarsch sei:
„Was in der Fünften vorgeht, sollte meiner Meinung nach jedem klar sein. Der Jubel ist unter Drohungen erzwungen. […] So als schlage man uns mit einem Knüppel und verlange dazu: Jubeln sollt ihr! Jubeln sollt ihr! Und der geschlagene Mensch erhebt sich, kann sich kaum auf den Beinen halten. Geht, marschiert, murmelt vor sich hin: Jubeln sollen wir, jubeln sollen wir. Man muss schon ein kompletter Trottel sein, um das nicht zu hören.“

## Sätze
1. Moderato
2. Allegretto
3. Largo
4. Allegro non troppo

## Orchesterbesetzung
Piccolo.
2 Flöten.
2 Oboen.
Es-Klarinette.
2 Klarinetten (B, A).
2 Fagotte.
Kontrafagott.
4 Hörner.
3 Trompeten.
3 Posaunen.
Tuba.
Pauken.
Triangel.
kleine Trommel.
Becken.
Große Trommel.
Tamtam.
Glockenspiel.
Xylophon.
Celesta.
2 Harfen.
Piano.
I. und II. Violinen.
Bratsche.
Violoncello.
Kontrabass.
Dauer: ca. 45 Min.

## Werkanalyse
Die 5. Sinfonie ist das erste große Werk von Schostakowitsch, das dem „Sozialistischen Realismus“ verpflichtet ist. Das Muster, das sich hier in erster Linie anbot, war das Prinzip per aspera ad astra („durch Mühsal zu den Sternen“). Erkennbar wird in diesem Ansatz das musikalische Vorbild der Fünften Beethovens, Tschaikowskis und Mahlers. Satztypen, Themenaufbau und -verarbeitung sind eindeutig der Ausdrucksästhetik des 19. Jahrhunderts verpflichtet.
Der Komponist:

„Ohne einen bestimmten Ideengehalt kann Musik nicht wertvoll, lebendig und schön sein. Der Komp[onist] einer Sinfonie […] muß ihr Progr[amm] nicht ankündigen, er muss es aber als ideelle Grundlage seines Werkes vor Augen haben … Bei mir und vielen anderen Komp[onisten] der Instrumentalmusik geht immer der Programmgedanke dem Schaffen eines Werkes voraus. Werke mit einem konkreten Thema, das sich durch Worte ausdrücken läßt und von lebendigen Bildern unserer Zeit inspiriert wird, sind möglich und notwendig. Wir sollten jedoch auch Werke besitzen, deren Gedanke einen allgemeinen philosophischen Charakter hat und der gleichzeitig dem sowjetischen Leben entspringt.“

Die (nicht von Schostakowitsch selbst stammende) Bezeichnung der Sinfonie als „schöpferische Antwort eines Sowjetkünstlers auf gerechte Kritik“ zeigt, welche Demütigungen der Komponist auf sich nehmen musste, um zu überleben. Schostakowitsch erzählt in seiner 5. Sinfonie eine konfliktreiche, dramatische Geschichte. Die Themen sind von eindrücklicher Aussagekraft und bildhafter Gestik. Verglichen mit der 4. Sinfonie ist hier der instrumentale Aufwand reduziert. Es wird vermutet, dass Schostakowitsch aufgrund der Maßregelung vom 28. Januar 1936 alles vermied, was hätte Anstoß erregen können, etwa den Vorwurf von Megalomanie und Formalismus. Besonderes Augenmerk gilt dem Einsatz des Klaviers als Orchesterinstrument. Der Klang des Klaviers hebt sich von den übrigen Orchesterinstrumenten ab, weshalb es im Orchester ein „Fremdkörper“ ist. Schostakowitsch verwendet das Klavier zur Klangschärfung z. B. bei Staccato-Passagen (1. Satz, T. 120 ff., 4. Satz, T. 284 bis Schluss), zur Profilierung und Härtung der Anschläge, oder im 3. Satz (ab T. 120) zur Steigerung der Aggressivität eines Streichertremolos.

### 1. Satz: Moderato
Dem ersten Satz liegt eine Sonatensatzform zugrunde. Die Exposition beginnt mit einem Motto in doppelt punktiertem Rhythmus. Es handelt sich hier um eine Geste des Auffahrens, Sich-zur-Wehr-setzens, dargestellt in Sextsprüngen auf- und abwärts (als Kanon in der Oktave und im Abstand von einem Viertel). Die chromatischen Sexten gehen resignierend in einen Begleittypus über, über dem sich das ausdrucksstarke Hauptthema entfaltet.
Es tritt als absteigendes Fünf-Ton-Motiv in den Takten 6–7 auf, ist aber schon im zweiten Satz der vierten Sinfonie verwendet (Takte 318–321) und dort als Zitat aus Gustav Mahlers Lied „Des Antonius von Padua Fischpredigt“ erkannt worden, hergeleitet aus der Zeile „Er geht zu den Flüssen und predigt den Fischen“. In Kombination mit dem Notenbild einer Nase auf Seite 122 der Sikorski-Partitur steht das Zitat der „Internationalen“, das im ersten Satz der 4. Sinfonie in den Takten 25–30 versteckt ist, und somit auf die Vergeblichkeit der sozialistischen „Predigt“ hinweist. Dies bedeutet für das Auftreten dieses Zitats in der 5. Sinfonie, dass auch hier die Vergeblichkeit der Predigt gemeint ist; das Fünf-Ton-Motiv ist im ersten und dritten Satz in total 15 Varianten anzutreffen und zeugt vom heimlichen Triumph des Komponisten, die Parteidoktrin, die sein früheres Werk zum Schweigen verdammt hat, als vollends unnütze Predigt bezeichnen zu können. Diese provokative Einsicht gehört deshalb zur „schöpferischen Antwort eines sowjetischen Künstlers auf berechtigte Kritik“. Da aber die 4. Sinfonie vor der Uraufführung 1936 zurückgezogen worden war und erst 25 Jahre später dem Publikum vorgeführt werden konnte, war dieses Zitat im Jahre 1937, als die 5. Sinfonie in Leningrad uraufgeführt wurde, ohne die Verbindung mit der 4. Sinfonie nicht zu entschlüsseln. Erst jetzt ist diese Verbindung zwischen der 4. und 5. Sinfonie, welche die Forderungen des „sozialistischen Realismus“ unterläuft, aufgedeckt worden.
Das Hauptthema wird in Kombination mit einem „Klagemotiv“ mehrfach wiederholt und mit neuen Abgrenzungen und Durchdringungen stark variiert. Variation und Verknüpfung aller Elemente sind reichhaltig, so dass der Eindruck eines einzigen kontinuierlichen Ablaufs entsteht.
Der Seitensatz (T. 50–120) bietet den denkbar größten Kontrast zum Hauptsatz. Das Tempo ist etwas flüssiger und die lang gehaltenen Töne des Seitenthemas sind durch weite Intervalle verbunden: Oktaven, Quarten, Septen anstelle der vorherrschenden Sekunden im Hauptsatz. Die weitausgreifende lyrische Melodie wird durch Akkorde im durchgehenden, leicht beschwingten Rhythmus begleitet. Es herrscht Einfachheit statt Komplexität. Eine Begleitfigur übernimmt die Führung zum Auftakt der Durchführung, die eine Entwicklung von ungeahnter Wucht ermöglicht. Erst jetzt wird das Allegro erreicht. Das gesamte Material der Exposition tritt in Augmentation und Diminution zum kontrapunktischen Konflikt mit sich selber an. Das Themenmaterial wird in einer weiten Entwicklung mit Militärtrommel und Trompeten in einen grotesk verzerrten Geschwindmarsch verwandelt. Nach mehreren Ansätzen greift ab T. 157 des Seitenthema in das Geschehen ein. Die Reprise ist stark reduziert und bringt kaum neues Material.
Das innere Drama des 1. Satzes kann durch ein Wechselspiel von Klage und Trauern im Gegensatz zum „Aufbruch zum Kampf“, der seinen Höhepunkt mit dem Repriseneintritt erreicht, beschrieben werden. Am Ende steht eine Entscheidung noch aus. Die immanente Bedrohung ist noch nicht gebannt.

### 2. Satz: Allegretto
Der zweite Satz ist nach einem dreiteiligen Menuettsatz konzipiert, obgleich man sagen muss, dass es sich vom Charakter weder um ein Menuett noch um ein Scherzo handelt. Es dürfte sich um eine Art Ländler handeln. Der Hauptteil und die Reprise bestehen aus einer eher lockeren und abwechslungsreichen Folge von Melodietypen im Ländlerton. Es gibt ein Bassmotiv, das von Hörnern und dann von den Klarinetten, später den Oboen und zuletzt den Streichern aufgenommen wird. Am Ende dieser Entwicklung steht ein grotesker, aufgeblähter Ländler. Das Trio hat eine eigenartige Harmonik. Es wechseln I. und VII. Stufe in Grundstellung ab, so dass dauernd Quintparallelen entstehen, die nicht nach volkstümlicher, sondern eher nach „heruntergekommener“ Musik klingen. Mit vier kanonisch angereicherten Fortissimotakten schließt der Satz in a-Moll. Gewiss hat der Komponist hier keinen harmlos „lustigen“ Satz komponiert; genaueres Hinhören lässt zur Gewissheit werden, dass dem Frieden nicht zu trauen ist, was durch die zahlreichen ungewöhnlichen Modulationen und gelegentlichen Missklänge erreicht wird.
Die Funktion des „aufgeblähten Ländlers“ hat Kurt Sanderling in einer TV-Produktion von 1996 mit dem Dänischen Radio-Sinfonieorchester klargestellt: „Es gab immer Staatskonzerte, wo die Spitzen der Partei und die Spitzen der Regierung kamen; diese durften niemals länger als eine Stunde sein. In dieser Stunde musste ein Zigeuner-Ensemble aufgetreten sein, ein Männerchor, die Don Kosaken und dann ein kleines Mädchen, und das persifliert jetzt Schostakowitsch: ‚Lieber Stalin, lieber Stalin, wir sind die Kinder der ganzen Sowjetunion, und alle Kinder sind dir dankbar, für das glückliche Leben, das wir haben, und wünschen dir Gesundheit‘“.

### 3. Satz: Largo
Das Largo des 3. Satzes ist eine Kulmination von Resignation, Trauer und Klage, die sich im Zentrum des Satzes zur leidenschaftlichen Anklage mit Klarinette, Xylophon und Klavier steigert. Ansonsten ist der Satz eher kammermusikalisch gehalten und vom Streichorchester getragen. Die Tonalität ist schwebend und oft nicht definierbar, es herrscht frei schwebende und selbstständige Linearität der Einzelstimmen vor. Nach den Konflikten, die die ersten beiden Sätze kennzeichnen wird hier sanfter Friede hergestellt – oder nur dessen Vorspiegelung?

### 4. Satz: Allegro non troppo
Das Finale beginnt mit einem „Vorhang“. Ein d-Moll-Klang aller Bläser (vom D bis d’’’), in seiner inneren Ungeduld gesteigert durch Triller der hohen Holzbläser, Paukenwirbel und ein Crescendo vom einfachen bis zum dreifachen Forte, bewirkt einen Rückstau von Energie, der sich zuerst in einer hämmernden ostinaten Achtelbewegung der Pauke entlädt, worauf dann das Hauptthema einsetzt, unisono gespielt von 3 Trompeten und 3 Posaunen, welches eine Abwandlung des marschartigen Hauptthemas vom 1. Satz der 4. Sinfonie ist. Der Kontrast zum 3. Satz könnte nicht schockierender sein und hat schon bei der Uraufführung Anlass zu Diskussionen gegeben.
Nahtlos schließen sich an das Hauptthema weitere thematische Gestalten an, die frei assoziativ fortgesponnen werden, wobei Motivwiederholung, -abspaltung und -sequenzierungen formgebend sind.
An diesen wirbelnden ersten Teil schließt sich ein eher resignativer Stillstandsgestus durch die Streicher an, der an die Stimmung des 3. Satzes erinnert. Aus der Tiefe steigt in mehreren Wellen und stets in Vergrößerung das Hauptthema ins helle Bewusstsein empor: Über einem vom hämmernden Klavier unterstützten Streicher-Ostinato entfaltet es sich als Trompetenhymnus. Das D-Dur gaukelt klanglich eine finale „Lösung“ vor. Einer gängigen Interpretation zufolge steht aber, sowohl angesichts der thematischen Gefasstheit in den Blechbläsern als auch in der erschreckenden Statik der Streicherfigur, am Ende kein freudiger Triumph, sondern groteske Verzerrung der Realität. Das absurde „Zuviel“ kann als plastisch und tiefgreifend erfahrbare Kritik des Komponisten aufgefasst werden.
Dieser Punkt ist allerdings Gegenstand kontroverser Diskussionen die ihren Ursprung u. a. in der Tempoangabe „Viertel = 188“ für die letzten 35 Takte haben, die sich in diversen Druckausgaben findet. Viele westliche Dirigenten, z. B. Leonard Bernstein, folgten dieser Anweisung, wodurch der Schluss einen positiv-triumphalen Charakter erhält. [In einer Aufnahme Bernsteins mit dem New York Philharmonic 1959 dauert der 4. Satz nur 8:55 Min.; direkt zuvor wurde diese Interpretation auf einer Tournee in Russland im Beisein von Schostakowitsch aufgeführt. Ein extremer Gegensatz dazu ist mit 13:00 Min. eine Aufnahme des jungen Dirigenten Vasili Petrenko 2008 mit dem Royal Liverpool Philharmonic Orchestra.]
Vermutlich handelt es sich jedoch bei dieser Tempoangabe um einen Übertragungsfehler der ursprünglichen Bezeichnung „Achtel = 184“. Viele sowjetische bzw. russische Dirigenten verwendeten dieses halb so schnelle Tempo, so auch Mrawinski, der nach der Uraufführung dieser Sinfonie zu einem engen Vertrauten und primären Interpreten Schostakowitschs wurde und damit am ehesten Authentizität beanspruchen kann, mit dem o. g. grotesk-bedrückenden Effekt. Dieser kommt den Aussagen des Komponisten bezüglich des Todesmarsch-Charakters und des gewaltsam erzwungenen Jubels entgegen.
Zu diesem Thema geben die Revisionskommentare der neuen Schostakowitsch-Gesamtwerkausgabe folgende Information:
“The most significant difference in the lifetime editions is the metronome mark in the concluding episode of the symphony’s finale (number 131). In the first edition of the score (1939), metronome mark 1/4 = 188 is indicated; in the second edition (1947), this indication was corrected to 1/8 = 184; the same tempo is retained in the 1956 edition; but in the 1961 edition it is changed back to 1/4 = 188. In the recordings of the symphony conducted by Yevgeny Mravinsky, Mstislav Rostropovich, Maxim Shostakovich, and several others, this episode is performed in the 1/8 = 184 tempo. This tempo is also used in this edition. The text of Collected Works (1980), which is based on the first edition (1939) and the 1961 edition and, as a rule, does not take into account the 1947 edition and totally ignores the 1956 edition, which is not even mentioned in the Collected Works, recommends the 1/4 = 188 version.”
Zu der Frage der Deutung des Finales gibt es allerdings auch einen „objektiven“ Hinweis. Denn Schostakowitsch bringt im langsamen Mittelteil des Finales ein Selbstzitat unter (bei Ziffer 120; Takte 229 bis 249). [In dem unten verlinkten Video des Finalsatzes mit Jewgeni Mrawinski und den Leningrader Philharmonikern ist es der Abschnitt ab 6:16 bis 6:54.] Die Violinen, und dann die beiden Harfen, zitieren hier ein Thema aus seinen Romanzen nach Gedichten von Alexander Puschkin, Op. 46. Dieses zum 100. Todestag des Dichters und zunächst für die „Schublade“ komponierte Werk hatte Schostakowitsch im Januar 1937 abgeschlossen. (Es wurde erst ab 1940 aufgeführt.) Konkret geht es um das Gedicht Wiedergeburt aus dem Jahr 1819. Hier geht es darum, dass das Gemälde eines Genies von einem Kunstbarbaren übermalt (geschwärzt) wird (1. Strophe). Doch mit der Zeit blättern die fremden Farben ab, und das Bild des Genies erscheint in alter Schönheit wieder (2. Strophe). Das Musikzitat setzt dann ein, wenn der Bass in der 3. und letzten Strophe singt: So muss auch jener Irrtum schwinden, / Der lang schon meine Seele quält, / Bis sich Visionen wiederfinden, / Die rein der erste Tag enthält. (Übersetzung: Eric Boerner.) Im Finale der Fünften endet diese Passage auf dem von der Pauke gehämmerten Ton A (unterstützt von der kleinen Trommel), und nahtlos greifen direkt danach die Holzbläser (ab Takt 250) das Hauptthema des Finales wieder auf und es folgt die gewaltige Coda. Es ist unschwer sich vorzustellen, dass der durch die Politik gemaßregelte und gedemütigte Komponist statt des offiziösen Untertitels „schöpferische Antwort eines Sowjetkünstlers auf gerechte Kritik“ hier seine wahren Gefühle beschreibt und mit diesen „zähneknirschend“ in die „positive“ Coda geht.
Zur Frage des Tempos zu Beginn des Schlusssatzes (Viertel = 88 Ed. Sikorski 2227, Seite 106) hat sich Kurt Sanderling in einem Interview auf Schostakowitsch selbst berufen, der ihm gesagt habe, er solle in diesem Schlusssatz anfangs für die Viertel die Metronomzahl 132 nehmen, denn das müsse sehr böse klingen; die Metronomangabe von lediglich 88 Schlägen für das Viertel solle aber in der Partitur so stehenbleiben – das halte die Zensur ruhig.